# بيوراينفيل
بيوراينفيل (بالفرنسية: Beaurainville)‏ هي بلدية تقع في إقليم باد كاليه من منطقة نور با دو كاليه في شمال فرنسا. تبلغ مساحة هذه المدينة 13.09 (كم²)، وترتفع عن سطح البحر 16 م، يبلغ عدد سكانها 1923 نسمة حسب إحصاء المعهد الوطني للإحصاء والدراسات الاقتصادية سنة 2009 م. وترأس Ghislain Tétard البلدية خلال فترة (2001-2008).